# Collado (Cáceres)
Collado este un oraș din Spania, situat în provincia Cáceres din comunitatea autonomă Extremadura. Are o populație de 220 de locuitori.
Municipalitatea, formată din orașele Collado și Vega de Mesillas, este cunoscută pentru că are un privilegiu jubiliar în biserica sa în fiecare an, în timp ce Santiago de Compostela are doar anii când 25 iulie este duminică, Roma la fiecare 50 ani și Ierusalim la fiecare 100 de ani.

## Istoric
Collado a fost un sat aparținând Sexmo de Plasencia până în secolul al XIX-lea. Cel mai important eveniment al timpului său, ca loc de predare, a avut loc aproximativ în secolul al șaisprezecelea, când i sa acordat privilegiul de a avea un jubiliar cu indulgență plenară în ziua Sfântă de miercuri a fiecărui an. Deși nu se știe exact cine, de ce și când a fost acordat privilegiul, este încă sărbătorită.
La căderea vechii regimuri, localitatea este constituită în municipalitatea constituțională din regiunea Extremadura, iar din 1834 a fost integrată în Partidul Judiciar din Jarandillaque, în recensământul din 1842 având 30 de case și 164 de vecini.

## Simbolica
Scutul heraldic din Collado a fost aprobat prin "Ordinul din 11 aprilie 1995, care aprobă Shieldul Heraldic pentru orașul Valle de la Vera", publicat în Monitorul Oficial al Extremadura, la 20 aprilie 1995 și aprobat de ministrul președinției și al muncii, Joaquín Cuello, după aprobarea sesiunii plenare din 2 iunie 1994 și 17 ianuarie 1995 și emiterea rapoartelor Consiliului Onorific și de Distincții al Junta de Extremadura din 8 iunie 1994. Noiembrie 1994 și 7 martie 1995.
1. ↑  Nomenclátor Geográfico de Municipios y Entidades de Población (20240402 edition)